# Libano ai Giochi della XVII Olimpiade
Il Libano partecipò ai Giochi della XVII Olimpiade che si sono svolti a Roma dal 25 agosto all'11 settembre 1960, con una delegazione di 19 atleti impegnati in sei discipline per un totale di 15 competizioni.
Fu la terza partecipazione di questo paese ai Giochi estivi. Non furono conquistate medaglie.